# Stosunki polsko-austriackie

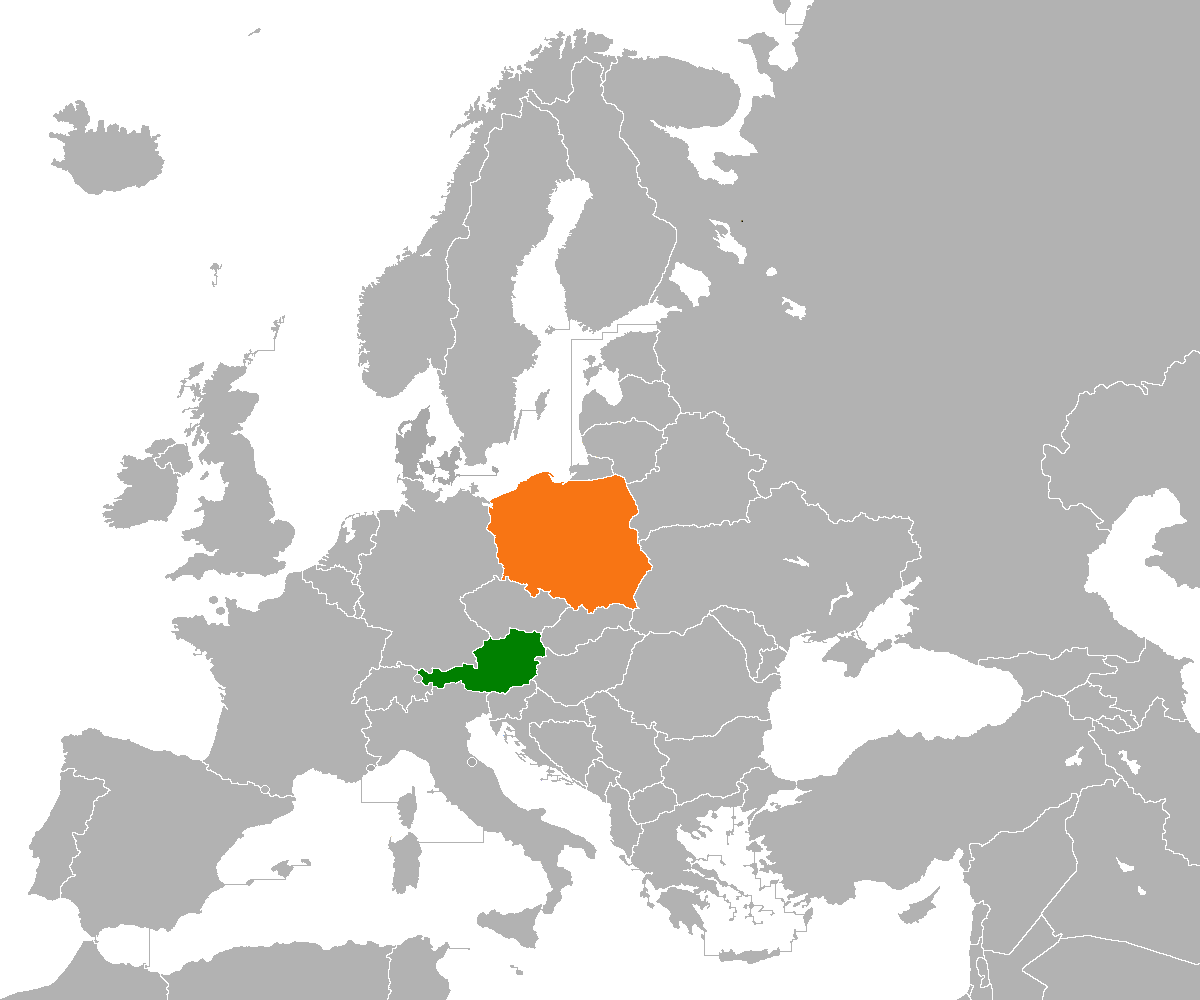
Położenie Polski (pomarańczowy) i Austrii (zielony) na mapie Europy

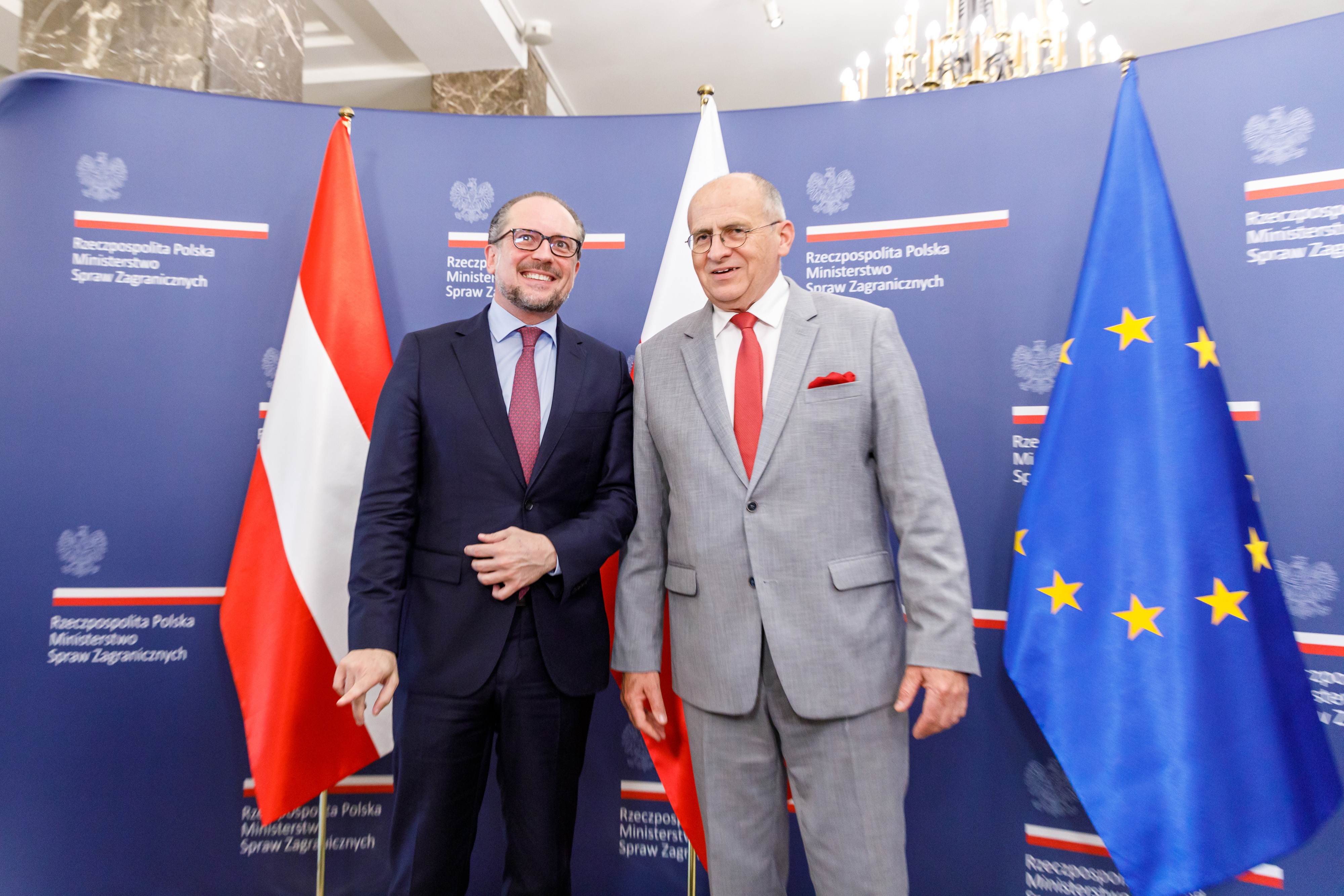
Minister spraw zagranicznych Austrii Alexander Schallenberg rozmawia z ministrem Zbigniewem Rauem podczas wizyty w Polsce (2022)

Stosunki polsko-austriackie – relacje międzynarodowe łączące Polskę i Austrię.

## Historia
Historyczne stosunki między Rzeczpospolitą a Monarchią Habsburgów sięgają kilka wieków wstecz i obejmują między innymi takie zagadnienia jak rywalizacja o pozycję w Europie Środkowo-Wschodniej (np. układ wiedeński), współpracę w wojnie z Turcją w latach 1683–1699 (w tym odsiecz wiedeńską) czy udział Cesarstwa Austrii w rozbiorach Polski, a następnie ugodę austriacko-polską czy kryzys przysięgowy podczas I wojny światowej.
Współczesne stosunki między Polską a Republiką Austrii sięgają czerwca 1918 roku, gdy delegat Rady Regencyjnej przybył do Wiednia i rozpoczął tworzenie polskiego przedstawicielstwa. Od 1921 roku działało ono w randze poselstwa. Placówkę tę zamknął Jan Gawroński w 1938 roku, w następstwie aneksji Austrii przez III Rzeszę. Stosunki dyplomatyczne wznowiono po II wojnie światowej, początkowo w randze misji politycznych, od 1958 roku w randze ambasad. W okresie zimnej wojny obydwa kraje podtrzymywały współpracę - odbywały się wizyty delegacji na najwyższym szczeblu oraz zawarto m.in. umowy dwustronne w zakresie handlu, komunikacji lotniczej, rozliczeń walutowych, kwestii wizowych oraz umowę o współpracy kulturalnej i naukowej. Obydwa państwa kontynuowały współpracę po 1989 roku, od 2004 roku odbywa się ona w ramach Unii Europejskiej.
Obydwa państwa utrzymują swoje ambasady - w Wiedniu działa Ambasada Rzeczypospolitej Polskiej, zaś w Warszawie Ambasada Austrii. Do 2018 roku obydwa kraje współpracowały również w ramach Inicjatywy Środkowoeuropejskiej, która wspiera polityczną, gospodarczą, kulturalną i naukową współpracę między krajami Europy Środkowej. W Sejmie IX kadencji od 17 września 2020 roku działa Polsko-Austriacka Grupa Parlamentarna.